# Logan megye (Nyugat-Virginia)
Logan megye az Amerikai Egyesült Államokban, azon belül Nyugat-Virginia államban található. Megyeszékhelye és legnagyobb városa Logan. Lakosainak száma 32 567 fő (2020. április 1.). Logan megye Lincoln, Mingo, Wyoming és Boone megyékkel határos.

## Népesség
A megye népességének változása:
| Lakosok száma | 36 725 | 36 483 | 36 370 | 35 987 | 34 707 | 32 567 |
|               | 2010   | 2011   | 2012   | 2013   | 2015   | 2020   |